# Chapeau (Allier)
Chapeau is een gemeente in het Franse departement Allier (regio Auvergne-Rhône-Alpes) en telt 220 inwoners (2004). De plaats maakt deel uit van het arrondissement Moulins.
Het Château de la Cour is een kasteel uit de 15e en 16e eeuw maar op dezelfde plaats stond vroeger een oudere, middeleeuwse burcht. De muren van het kasteel hebben een ruitvormig patroon door de afwisseling van rode en zwarte bakstenen. Het geheel is omgeven door een slotgracht.

## Geografie
De oppervlakte van Chapeau bedraagt 33,0 km², de bevolkingsdichtheid is 6,7 inwoners per km².
De onderstaande kaart toont de ligging van Chapeau (Allier) met de belangrijkste infrastructuur en aangrenzende gemeenten.

## Demografie
Onderstaande figuur toont het verloop van het inwonertal (bron: INSEE-tellingen).
Vanwege een beveiligingsprobleem met de MediaWiki Graph-software is het momenteel niet mogelijk deze grafiek weer te geven. Zodra de software is bijgewerkt zal de grafiek vanzelf weer zichtbaar worden.